# Protoptila yurumanga
Protoptila yurumanga là một loài Trichoptera trong họ Glossosomatidae. Chúng phân bố ở vùng Tân nhiệt đới.